# Granota maduixa
La granota maduixa (Dendrobates pumilio) és una espècie de dendrobàtid d'Amèrica central, especialment de la nació de Costa Rica.
A l'agost de 2006, un estudi reemplaçà aquesta espècie al gènere Oophaga (Grant et al., 2006), però D. pumilio n'és el nom científic més usat.

## Verí
La seva coloració és molt cridanera, la qual cosa adverteix els possibles depredadors que aquesta granota conté un potent verí neurotòxic (especialment pumiliotoxines) a la pell, tot i que no arriba als nivells de toxicitat de les batracotoxines, pròpies de les granotes del gènere Phyllobates.